# Championnat de France de basket-ball de Nationale féminine 1 2022-2023
Navigation
2021-2022 2023-2024
La saison 2022-2023 du championnat de France de basket-ball de Nationale 1 est la 73e édition du championnat de France de basket-ball de Nationale féminine 1, la 13e édition sous la dénomination de Nationale féminine 1. La NF1 est le troisième plus haut niveau du championnat de France de basket-ball. Vingt-huit clubs participent à la compétition, plus haut niveau amateur de basket-ball de l'hexagone, sous la direction de la FFBB.

## Formule de la compétition
La compétition est organisée en deux phases distinctes.
Lors de la phase 1, les 24 équipes sont réparties en 2 poules de 12. L’équipe du CFBB et l’équipe Espoirs LFB ne sont pas intégrées dans la même poule. Les équipes disputent un championnat en rencontres aller et retour à l’issue duquel un classement est établi.
Les équipes classées 1re et 2e (pouvant comprendre l’équipe 2 du CFBB et/ou l’équipe Espoirs LFB) de chaque poule sont regroupées en une poule unique et disputent la phase 2.
Les équipes classées aux deux dernières places de chaque poule à l’issue de la phase 1 sont reléguées en NF2 pour la saison suivante.
Si l’équipe du CFBB ou l’équipe Espoirs LFB se trouvent en situation de relégation en NF2 pour la saison suivante, l’équipe classée en position de premier non relégable de sa poule à l’issue de la phase 1 sera reléguée, en lieu et place de cette (ces) équipe(s), en NF2 pour la saison suivante.
Lors de la phase 2, les équipes qualifiées qui se sontdéjà affrontées lors de la phase 1 ne se rencontrent pas à nouveau mais conservent les résultats directs acquis lors de la phase 1.
Les autres équipes de NF1 ne disputent pas de phase 2. La phase 2 se dispute en rencontres aller et retour (4 rencontres).
Le titre de Champion de France est attribué à l’équipe classée 1re à l’issue de la phase 2. Les deux équipes accédant à la LF2 pour la saison suivante sont les équipes classées 1re et 2e de la phase 2. Le CFBB et l’équipe Espoirs LFB ne peuvent accéder à la LF2.
Dans les cas particuliers suivants, l’équipe ci-dessous accédera à la LF2 :
- L’équipe classée 3e de la phase 2 : si le CFBB ou l’équipe Espoirs LFB est classée à l’une des 2 premières places de la phase 2 ;
- Les équipes classées 3e et 4e de la phase 2 : si le CFBB et l’équipe Espoirs LFB sont classées aux 2 premières places de la phase 2.

L’accession de l’équipe est effective sous réserve qu’elle satisfasse aux conditions de la LF2 et à la condition que la FFBB émette un avis favorable au regard de la situation financière.

## Phase 1
Légende des classements
- Qualifié pour la phase 2
- Relégué en Nationale 2
- Repêchage en Nationale 1
- Rétrogradé en Nationale 3
- R : Relégué de Ligue Féminine 2
- P : Promu de Nationale 2

### Poule A

#### Classement
| Rang | Équipe                          | Pts  | J  | G  | P  | Pp   | Pc   | Diff |
| ---- | ------------------------------- | ---- | -- | -- | -- | ---- | ---- | ---- |
| 1    | Cavigal Nice                    | 44+2 | 22 | 20 | 2  | 1659 | 1216 | 443  |
| 2    | Pays Voironnais Basket Club     | 43+1 | 22 | 20 | 2  | 1809 | 1270 | 539  |
| 3    | ASA Sceaux                      | 38   | 22 | 16 | 6  | 1678 | 1480 | 198  |
| 4    | Roanne BF                       | 35   | 22 | 13 | 9  | 1605 | 1544 | 61   |
| 5    | AS Villeurbanne                 | 33   | 22 | 11 | 11 | 1538 | 1518 | 20   |
| 6    | CO Trith                        | 32+1 | 22 | 9  | 13 | 1446 | 1504 | -58  |
| 7    | BF Escaudain PH                 | 31   | 22 | 9  | 13 | 1307 | 1475 | -168 |
| 8    | AS Orly P                       | 31   | 22 | 9  | 13 | 1415 | 1557 | -142 |
| 9    | Stade français P                | 31   | 22 | 9  | 13 | 1399 | 1568 | -169 |
| 10   | Olympique Sannois Saint-Gratien | 30   | 22 | 8  | 14 | 1378 | 1505 | -127 |
| 11   | CJS Geispolsheim                | 29   | 22 | 7  | 15 | 1350 | 1531 | -181 |
| 12   | LDLC ASVEL féminin Espoir       | 23   | 22 | 1  | 21 | 1228 | 1644 | -416 |

Note : Cavigal Nice obtient 2 points bonus grâce à sa qualification en finale du Trophée Coupe de France.
Pays Voironnais Basket Club et CO Trith obtiennent 1 point bonus grâce à leur qualification en quart de finale du Trophée Coupe de France.

### Poule B

#### Classement
| Rang | Équipe                       | Pts  | J  | G  | P  | Pp   | Pc   | Diff |
| ---- | ---------------------------- | ---- | -- | -- | -- | ---- | ---- | ---- |
| 1    | USDB Alençon 61              | 41   | 22 | 19 | 3  | 1637 | 1295 | 342  |
| 2    | CSP Nantes-Rezé R            | 39+1 | 22 | 16 | 6  | 1549 | 1327 | 222  |
| 3    | US Le Poinçonnet             | 38+1 | 22 | 15 | 7  | 1435 | 1251 | 184  |
| 4    | Club Basket d'Ifs            | 37+2 | 22 | 13 | 9  | 1429 | 1288 | 141  |
| 5    | ALA Le Havre                 | 36   | 22 | 14 | 8  | 1513 | 1417 | 96   |
| 6    | Limoges ABC                  | 36+1 | 22 | 13 | 9  | 1522 | 1376 | 146  |
| 7    | US Colomiers                 | 34   | 22 | 12 | 10 | 1429 | 1374 | 55   |
| 8    | USLG Cherbourg-en-Cotentin R | 33-2 | 22 | 13 | 9  | 1462 | 1345 | 117  |
| 9    | BC Franconville              | 30   | 22 | 8  | 14 | 1485 | 1478 | 7    |
| 10   | Ambitions Girondines P       | 26   | 22 | 4  | 18 | 1331 | 1527 | -196 |
| 11   | Anglet Côte Basque Basket P  | 26   | 22 | 4  | 18 | 1163 | 1615 | -452 |
| 12   | Centre fédéral               | 23   | 22 | 1  | 21 | 1024 | 1686 | -662 |

Note : Club Basket d'Ifs obtient 2 points bonus grâce à sa qualification en finale du Trophée Coupe de France. CSP Nantes-Rezé, US Le Poinçonnet et Limoges ABC obtiennent 1 point bonus grâce à leur qualification en quart de finale du Trophée Coupe de France.

## Phase 2
- Champion de France de Nationale 1 et promu en Ligue Féminine 2
- Promu en Ligue Féminine 2
- R : Relégué de Ligue Féminine 2
- P : Relégué en Nationale 2

| Rang | Équipe                      | Pts | J | G | P | Pp  | Pc  | Diff |  | Résultats (dom.\ext.)       | Nice  | Voi.  | Ale.  | Nan.  |
| ---- | --------------------------- | --- | - | - | - | --- | --- | ---- |  | --------------------------- | ----- | ----- | ----- | ----- |
| 1    | Cavigal Nice                | 11  | 6 | 5 | 1 | 408 | 372 | 36   |  | Cavigal Nice                |       | 73-62 | 73-58 | 70-64 |
| 2    | Pays Voironnais Basket Club | 11  | 6 | 5 | 1 | 443 | 378 | 65   |  | Pays Voironnais Basket Club | 67-62 |       | 77-68 | 77-63 |
| 3    | USDB Alençon 61             | 8   | 6 | 2 | 4 | 390 | 410 | -20  |  | USDB Alençon 61             | 58-63 | 62-80 |       | 81-59 |
| 4    | CSP Nantes-Rezé R           | 6   | 6 | 0 | 6 | 357 | 438 | -81  |  | CSP Nantes-Rezé R           | 63-67 | 50-80 | 58-63 |       |

## Bilan de la saison
| Tableau d'honneur de la saison 2022-2023 |                                                                                |
| Compétition                              | Vainqueur                                                                      |
| Nationale 1                              | Cavigal Nice                                                                   |
| Promotions et relégations                |                                                                                |
| Promu en LF2                             | Cavigal Nice Pays Voironnais Basket Club                                       |
| Relégués de LF2                          | Monaco BA COB Calais                                                           |
| Relégués en Nationale 2                  | Olympique Sannois Saint-Gratien Ambitions Girondines Anglet Côte Basque Basket |
| Rétrogradé en Nationale 3                | Club Basket d'Ifs                                                              |
| Repêché en Nationale 1                   | CJS Geispolsheim                                                               |
| Promus de Nationale 2                    | Annemasse BC ES Gimont BC Nord Alsace Martigues SB                             |